# カラブロ-ルカネ鉄道M1C 80R形気動車

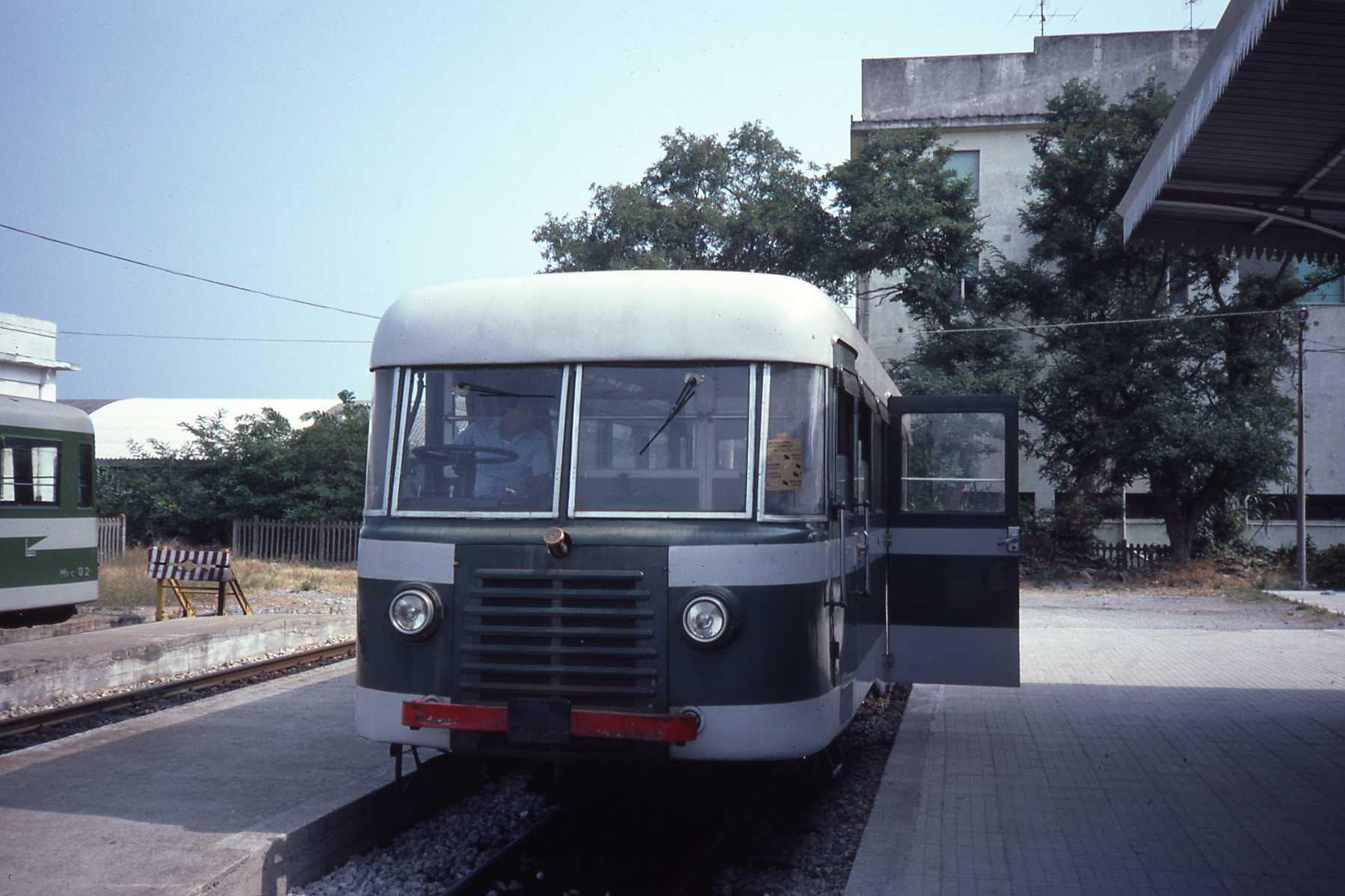
単端式のラック式気動車であるM1C 82R形、カタンザーロ・リド駅、1984年

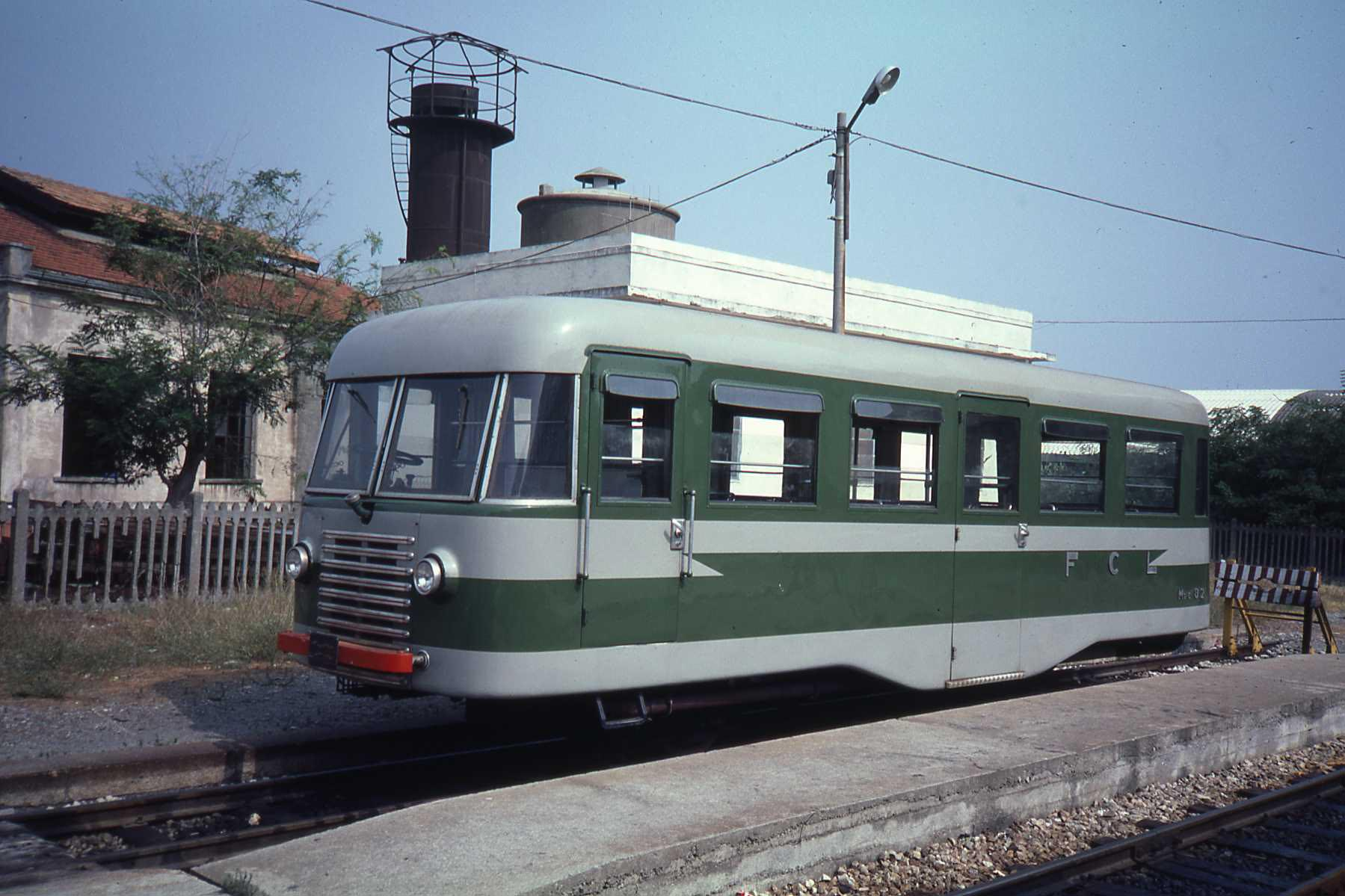
同じくカタンザーロ・リド駅に停車中のM1C 82R号車、1984年

カラブロ-ルカネ鉄道M1C 80R形気動車（カラブロ-ルカネてつどうM1C 80Rがたきどうしゃ）はイタリア南部の地中海-カラブロ-ルカネ鉄道（Società Mediterranea per le Ferrovie Calabro Lucane（MCL））およびその後身であるカラブロ-ルカネ鉄道（Ferrovie Calabro-Lucane（FCL））で使用されていたラック式の機械式気動車である

## 概要
イタリア南部の私鉄であった地中海-カラブロ-ルカネ鉄道では、カンパニア、プッリャ、バジリカータ、カラブリアの各州に1915年-34年に建設された950mm軌間の13路線、計737kmを運行していた。このうち南アペニン山脈内の路線である2路線には最急勾配100パーミルのラック式区間が設けられていた。
そのうちの1路線はコゼンツァ-カタンザーロ・リド線で、全長190.8kmのうち、カタンザーロ県の県都でカラブリア州の州都でもあり、10世紀の都市に起源を持つ丘上都市であるカタンザーロの標高約300mの歴史的中心部と、丘の下の新市街を結ぶ区間のうち2.05kmが最急勾配100パーミルのラック式区間となっている。もう1路線はラゴネグロ-スペッツァーノ・アルバネーゼ線はアペニン山脈南部のポリーノ山塊を通過する路線であり、全長105.0kmのうち、ラゴネグロ大聖堂で知られるラゴネグロ付近と、15世紀のアルバニア移民に由来するスペッツァーノ・アルバネーゼ付近の計5.85kmが最急勾配100パーミルのラック式区間となっていた。いずれの区間も開業以降ラック式の蒸気機関車で運行されており、スイスのベルナーオーバーラント鉄道から譲受したSLM製の250形、260形やCEMSA製の500形が使用されていた。
一方、イタリアでは、1906年に自動車メーカーであったFiatがミラノ万博でガソリンエンジンを搭載した車両を走行させたことから気動車の開発が本格化し、その後1930年代にはFiatやBredaにより、大型自動車の技術を使用した、リットリナと呼ばれる中型の軽量気動車がイタリア国鉄を中心に広く導入され、自動車をそのまま軌道に載せたレールバス的な形態の小型の気動車もOMが北ミラノ鉄道向けに製造したMd.500形など、いくつかのメーカーで製造されており、1931年にはFiatが自動車に近い単端式で定格出力55kWの主機と自動車用変速機を搭載したALb25を製造してイタリア国鉄で試験運行されていた。
このような中、旅客輸送量の少ない地中海-カラブロ-ルカネ鉄道ではリットリナより小型のエミーネと呼ばれる単端式気動車を導入して、蒸気機関車が牽引する短編成の旅客列車を代替して効率化とサービス向上を図ることとなり、1933年-35年にCarminati & Toselli製のM1 1形とOM製のM1 30形の計21両が導入されており、M1 1形のうちM1C 14号車がラック区間用の試作機となっていた。そして、このM1C 14号車の使用実績を基に1937年にはPiaggioにより、アメリカのバッドのライセンスに基づくステンレス製車体を有する、単端式のM1C 80形が製造されてコゼンツァ-カタンザーロ・リド線および、ラゴネグロ-スペッツァーノ・アルバネーゼ線で運用されている。なお、ラック式の気動車は1925年にSLMがブラジルの個人向けに車軸配置1Azの小型のサロン付気動車1両を納入したものが最初であり、その後1928年にスイスのフルカ・オーバーアルプ鉄道に車軸配置1Azで電磁油圧制御式4段変速機を装備するBChm2/2形が導入されており、カラブロ-ルカネ鉄道が1934年に導入したM1C 14号車やM1C 80形はそれらに続くものであった。
本形式はこのM1C 80の代替として1951年-53年にM1C 80R形としてRanieriで製造されたM1C 80R号車からM1C 90R号車までの11両が導入されたもので、それまでのエミーネと同様にキャブオーバーバスと同じく、車体前部に主機と運転室を配置した車軸配置1Azの単端式気動車となっており、M1C 80形と同じく動輪とラック区間用のピニオンを装備するほか、若干車体が大型化されて定員が増加するとともに座席の座り心地の改善などの改良がなされた機体となっている。また、本形式はM1 1形やM1 30形の更新車やパダーネ鉄道が導入した同形機であるALn35形と同じく、第二次世界大戦後に余剰どなっていたアメリカのM4A2中戦車が搭載していたものと同じGM製の2ストロークのディーゼル機関を搭載していることも特徴となっている。
なお、形式名の"M"は動力車両、"1"は動軸数、"C"はラック・アンド・ピニオンのイタリア語である"Cremagliera"に由来するラック式駆動装置を表すものであり、続く81-90の数字が機番を、"R"はメーカーのRanieriを表している。各機体の形式機番と製造年、製造所は以下の通りである。
| 形式    | 機番    | 製造所  | 製造年    | 廃車年              |
| ------- | ------- | ------- | --------- | ------------------- |
| M1C 80R | 81R-90R | Ranieri | 1951-53年 | 1975年以降-1980年代 |

## 仕様

### 車体
- 車体は片側にのみ運転室を設けた単端式の鋼製軽量車体で、短編成に対応した車体端荷重を想定した構造とすることと、車体断面を小さくすることで軽量化を図ったものとなっている。車体塗装は製造当初は銀色一色、その後は車体下部を茶色、屋根を含む車体上部を薄茶色としたもの、さらにその後は淡緑色をベースに側面窓周りと車体下半部に濃緑色の太帯を入れたものとして、側面窓下部後方に "MCL"（もしくは "FCL"）および"M1C 機番"のステンレスの切抜文字が設置されている。先頭部は上半部が若干の後退角を持ち、その境界部に若干のノッチをつけたものとなっており、正面窓は平面ガラスの2枚窓＋左右隅部の曲面ガラスの計4枚窓構成で、正面下部中央にはラジエーターグリルが、その左右に丸型の前照灯が配置されている。また、連結器は簡易的な緩衝器が車体下部中央に設置されるのみとなっている。
- 側面の窓扉配置はd2D3（乗務員扉 - 3等室窓 - 乗降扉 - 3等室窓）の配置となっている。乗務員室扉および乗降扉はそれぞれ1枚外開戸が片側1箇所ずつ設置されており、乗降扉部は2段のステップが設置されており、その部分の車体裾部が下げられている。側面窓は車体最後部の小窓を除き、大型の下降式で、外側上部には透明樹脂製の雨除けが、内側には横引式のカーテンが設置されている。また、車体背面の上部左右に標識灯が、その下に固定窓が2枚配置されている。
- 室内は前頭部側から運転室/主機室、乗降口を持つ定員36名の3等室の配置となっており、運転室と客室間には仕切壁があり、その助士席側には片開戸が設けられている。客室の座席は2+2列の4人掛け、客室最後部のみ5人掛けで全席前向きの固定式クロスシートが7列と、運転室との仕切壁に後向きに3人掛けの座席が配置されている。座席はパイプ枠で背摺の低い形状のもので、座面、背摺ともに茶色のビニールクロス貼りのものとなっているほか、室内は壁面、天井とも白に近いクリーム色の化粧板貼り、室内灯は白熱灯のものが天井に一列に配置されている。
- 運転室/主機室内は中央部に大型の主機カバーが設置されており、その右側に運転台が設置されている。なお、運転室内は主機カバーを境に左右に分かれており、右側が運転席、左側が助士席とで、左右の行き来は主機カバーを乗越える形で行う。運転台は中央に手ブレーキ用の大型の丸型ハンドルが、その右側に縦軸式の空気ブレーキハンドル、左側には同じく縦軸式のクラッチ・変速機操作用のハンドルが、奥側に計器・スイッチ盤が配置されており、足元にはアクセルペダルが配置されている。

### 走行装置
- 主機はGM傘下のデトロイトディーゼル製の直列6気筒ディーゼルエンジンである6-71改を車体前頭部に1基搭載している。この機関は同社の71系2ストローク・ユニフロー掃気ディーゼルエンジンのうち、直列6気筒のものであり、排気量6974cm3、ボア×ストローク107.95 x 127 mm、定格出力118kW/1800rpmとなっている。なお、M4A2中戦車ではこの機関を2基並列に配置してU型エンジンとして使用していた。
- クラッチおよび変速機は5段変速+後進ギア付のもので主機と同じくM4A2中戦車のものを圧縮空気による遠隔制御式に改造したものとなっており、変速機出力はドライブシャフトにより後位側の動軸に設置された終減速機に伝達され、ここで動軸およびラック区間用ピニオンに配分されている。動輪は直径725mm、 シュトループ式用1枚歯のピニオンは有効径503mmとなっており、 レールとラックレールの高さの違いにより動輪とは有効径が異なっているため、ピニオンは動軸には固定されずフリーで嵌め込まれており、双方の周速が同一となるよう終減速機の歯車比が設定されている。なお、最高速度は粘着区間で70km/h、ラック区間では20km/hとなっている。
- ブレーキ装置として動輪とピニオンに作用する空気ブレーキと手ブレーキを装備している。基礎ブレーキ装置は動輪のものは自動ブレーキ装置により動作する、各車輪に設置された両抱式の踏面ブレーキと、ピニオンに併設されたブレーキドラムに作用するバンドブレーキとなっている。また、手ブレーキは運転台の大型の丸型ハンドルで操作するものとなっており、急勾配での停止に備え、全軸に作用するようになっている。

### 改造
- M1C 88R-90R号車は路線の一部廃止に伴うラック区間の短縮に伴い、後年ラック式駆動装置を撤去している。
- その後の2軸ボギー式気動車の増備に伴い、M1C 83R号車は事業用車に改造されており、乗降扉より後部の窓が塞がれている。また、同機は車体前面下半部にも後退角がついて境界部のノッチがなくなり、車体下部が下方に延長されている。

### 主要諸元
| 機番           | 機番           | 81R-90R                                                                              |
| 軌間           | 軌間           | 950mm                                                                                |
| 動力方式       | 動力方式       | ディーゼルエンジンによる機械式                                                       |
| 車軸配置       | 車軸配置       | 1Az                                                                                  |
| 全長           | 全長           | 9500mm                                                                               |
| 全軸距         | 全軸距         | 4200mm                                                                               |
| 固定軸距       | 固定軸距       | 4200mm                                                                               |
| 動輪径         | 動輪径         | 725mm                                                                                |
| 従輪径         | 従輪径         | 725mm                                                                                |
| ピニオン有効径 | ピニオン有効径 | 503mm                                                                                |
| 空車重量       | 空車重量       | 11.6t                                                                                |
| 運転整備重量   | 運転整備重量   | 12.0t                                                                                |
| 定員           | 定員           | 3等36名                                                                              |
| 走行装置       | 主機           | GM製直列6気筒2ストローク式ディーゼル機関Detroit Diesel 6-71系改×1基（118kW/1800rpm） |
| 走行装置       | 変速装置       | クラッチ + 5段（後進段付）変速機、空気制御式                                         |
| 走行装置       | 駆動装置       | 粘着動輪およびラック用ピニオン各1軸駆動式駆動装置×1組                                |
| 最高速度       | 最高速度       | 70km/h（粘着区間）、20km/h（ラック区間）                                             |
| ブレーキ装置   | ブレーキ装置   | 空気ブレーキ、手ブレーキ                                                             |
| 1.             |                |                                                                                      |

## 運行・廃車
- 本形式は1951-53年にM1C 81R-90R号車計10両が導入されて4両がコゼンツァ-カタンザーロ・リド線（イタリア語版）のカタンザーロ・リド機関区に、6両がラゴネグロ-スペッツァーノ・アルバネーゼ線（イタリア語版）のカストロヴィッラリ機関区に配置されている。
- コゼンツァ-カタンザーロ・リド線はイタリア南部カラブリア州コゼンツァ県の県都である標高202mのコゼンツァから、途中標高866mのビアンキ、カタンザーロ県で標高201mのカタンザーロ・チッタを経由して、カタンザーロの分離集落であるイオニア海沿岸のカタンザーロ・リドに至る950mm軌間、全長109.8kmの路線であった。コゼンツァではイタリア国鉄のコゼンツァ-シーバリ線[18]とパオラ-コゼンツァ線[19]に接続し、標高423mのペダーチェからはカラブロ-ルカネ鉄道のコゼンツァ-サン・ジョヴァンニ・イン・フィオーレ線[20]が分岐しており、カタンザーロ・リドではイタリア国鉄のイオニア線[21]およびラメーツィア・テルメ-カタンザーロ線[22]と接続している。なお、本形式が運行されていた当時はラメーツィア・テルメ-カタンザーロ線がカタンザーロ・サラ（当時の駅名はカタンザーロ） - カタンザーロ・リド間で本路線と並行していた[23]ほか、カタンザーロ・チッタおよびカタンザーロ・サラではカタンザーロ市内線に接続[24]していた。同線の粘着区間の最急勾配は35パーミルであったが、尾根上に広がっていたカタンザーロ旧市街地内のカタンザーロ・プラティカ - カタンザーロ・サラ間のうち2.05kmが最急勾配100パーミルのラック区間となっており、1934年に開業したこの区間のシュトループ式ラックレールは歯厚62mm、ピッチ100mm、歯たけ15mm、粘着レール面上高75mmである。カタンザーロ・リド機関区に配置された本形式はM1C 80形を置き換えて、開業当時から使用されていたラック式の500形蒸気機関車とともに主にカタンザーロ・チッタ - カタンザーロ・リド間で運行されていた。
- その後機材の更新と旅客輸送力増強のため、本形式および蒸気機関車牽引の列車で運行されていた同区間の列車をラック式のディーゼル機関車が粘着式のM2 200形などの2軸ボギー気動車を牽引する列車で運行されることとなり、スイスのSLM製のLM2 700形が1982年-84年に導入されて本形式および500形を置換えている。なお、LM2 700形による運行は当初不具合が多かったこともあり、1991年、96年にFiat製のラック式気動車であるM4C 350形10両が、2009年-10年にスイスのシュタッドラー製のDE M4C 500形2両5編成が導入されて現在ではラック式区間はこの2形式で運行されている。
- ラゴネグロ-スペッツァーノ・アルバネーゼ線はイタリア南部バジリカータ州ポテンツァ県で標高600mのラゴネグロから、途中標高582mのラウリーア、290mのライーノ・ボルゴ、1025mのパヴォーネ、381mのカストロヴィッラリを経由して標高46mでカラブリア州コゼンツァ県のスペッツァーノ・アルバネーゼに至る950mm軌間、全長105.0kmの路線であった。ラゴネグロではイタリア国鉄のシチニャーノ・デッリ・アルブルニ-ラゴネグロ線[25]に、スペッツァーノ・アルバネーゼでは同じくイタリア国鉄のコゼンツァ-シーバリ線に接続している。同線の粘着区間の最急勾配は60パーミルであったが、ラゴネグロ - リヴェッロ間2.6km、チーヴィタ - マドンナ・デッラ・カテーナ間2.4km、カッサーノ・アッロ・イオーニオ - ガルダ間3.8kmのうち計5.85kmが最急勾配100パーミルのラック区間となっており、シュトループ式ラックレールはコゼンツァ-カタンザーロ・リド線と同じく歯厚62mm、ピッチ100mm、歯たけ15mm、粘着レール面上高75mmである。
- この線は開業当初はイタリア国鉄のR370ラック式蒸気機関車を借用して運用していたが、その後ラゴネグロおよびカストロヴィッラリの両機関区に配置されたラック式の200形、260形、500形蒸気機関車、粘着式の350形蒸気機関車とラック式のM1C 80形気動車で運行されており、さらにその後1951年に本形式が導入されてM1C 80形を置き換える形で主にカストロヴィッラリ - スペッツァーノ・アルバネーゼ間で運行されている。
- ラゴネグロ-スペッツァーノ・アルバネーゼ線では、ラゴネグロ駅付近にあった上路アーチ橋であるセラ橋が緩慢地動により1径間においてアーチがずれて1952年には列車の運行ができなくなったため、ラゴネグロ - リヴェッロ間がバスによる運行に転換され、さらに1970年にはカッサーノ・アッロ・イオーニオ付近のエイアノ橋が水害により損傷したためカストロヴィッラリ - スペッツァーノ・アルバネーゼ間が廃止となってラック式区間がすべて廃止となっており、ラック式駆動装置を撤去したM1C 88R-90R号車が同じくラック式駆動装置を撤去したM1C 85、88号車とともに同区間で運行されている。なお、1978年6月18日には残っていた全線の運行が停止され、1979年9月20日に全線が廃止となっている。また、その間の1961年12月23日に発生したフィウマレッラ鉄道事故を契機に地中海-カラブロ-ルカネ鉄道の各路線の運行は、1964年1月1日からカラブロ-ルカネ鉄道が担当することとなり、本形式も同鉄道の所有となっている。なお、本形式運用後の1990年には同社は二分され、コゼンツァ-カタンザーロ・リド線を中心とするカラブリア鉄道[26]およびアップロ・ルカーネ鉄道[27]となって現在に至っている。
- 廃車後にローマ近郊のパリアーノの公園である "La Selva"内の観光鉄道においてM1C 88号車およびM1C 90号車や他の機関車、客車などとともにM1C 80R形が動態保存されていた。

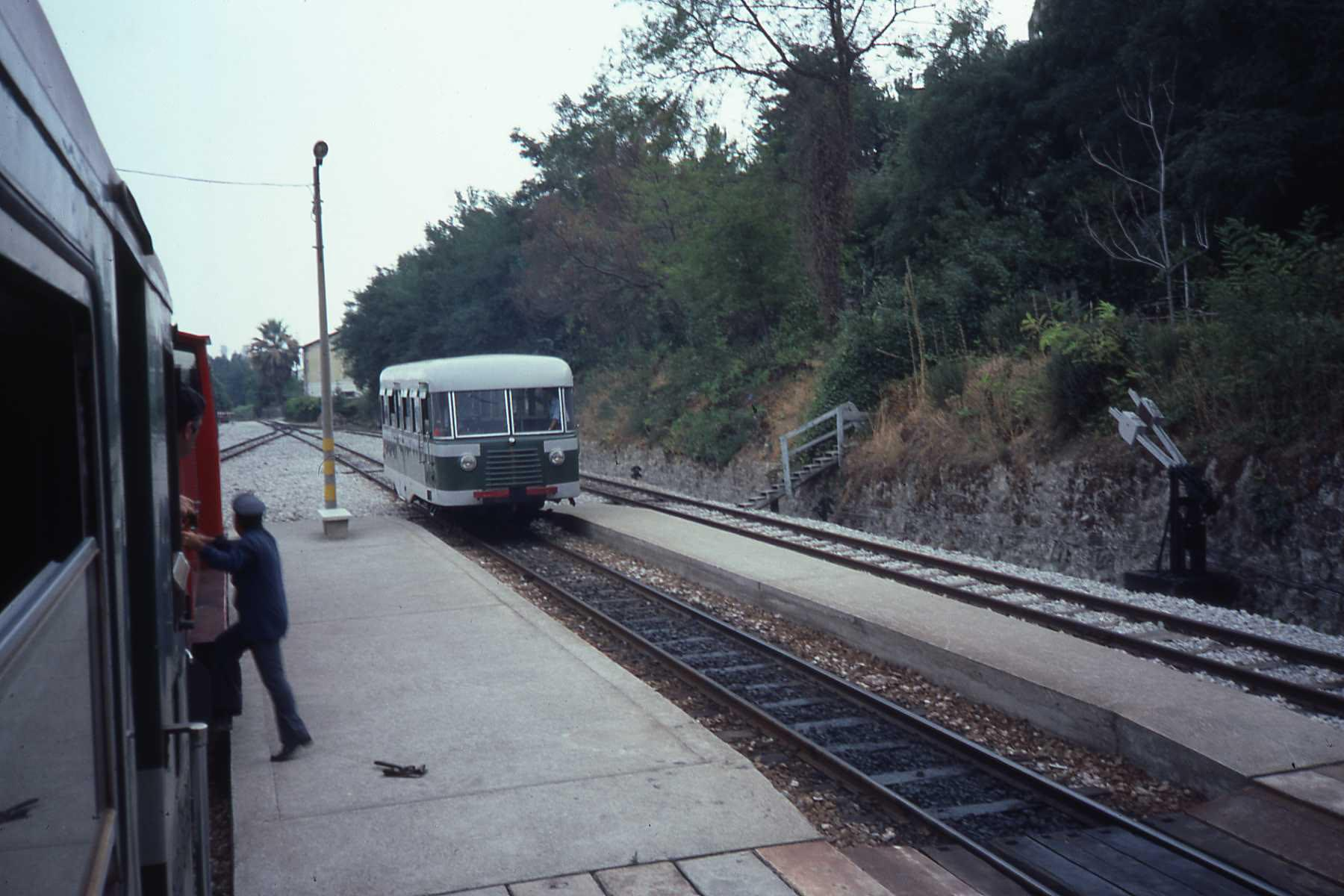
コゼンツァ-カタンザーロ・リド線で運行されるM1C 82R号車、1984年
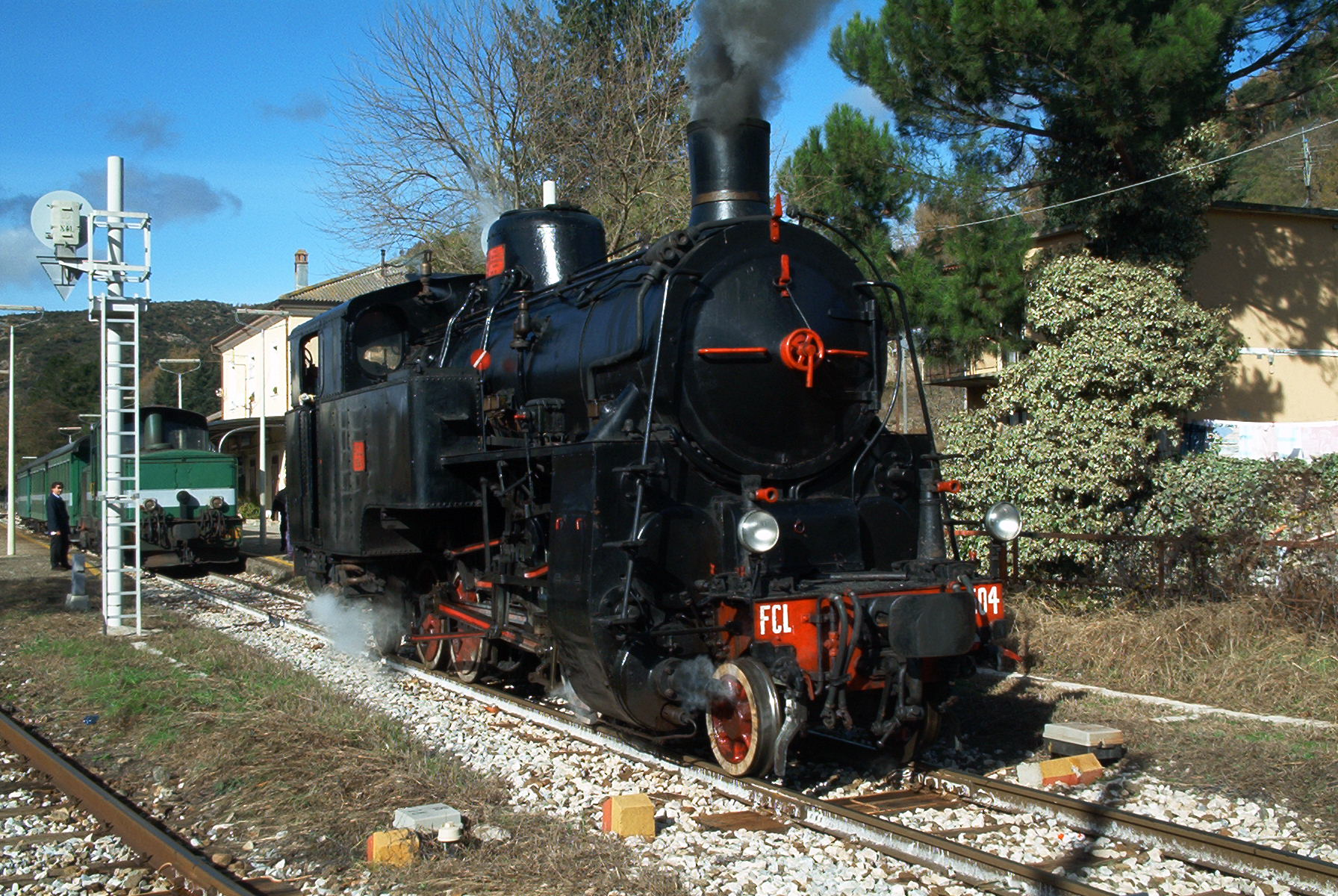
本形式とともにラック区間で運行されていた500形ラック式蒸気機関車、動態保存されている504号機、2006年
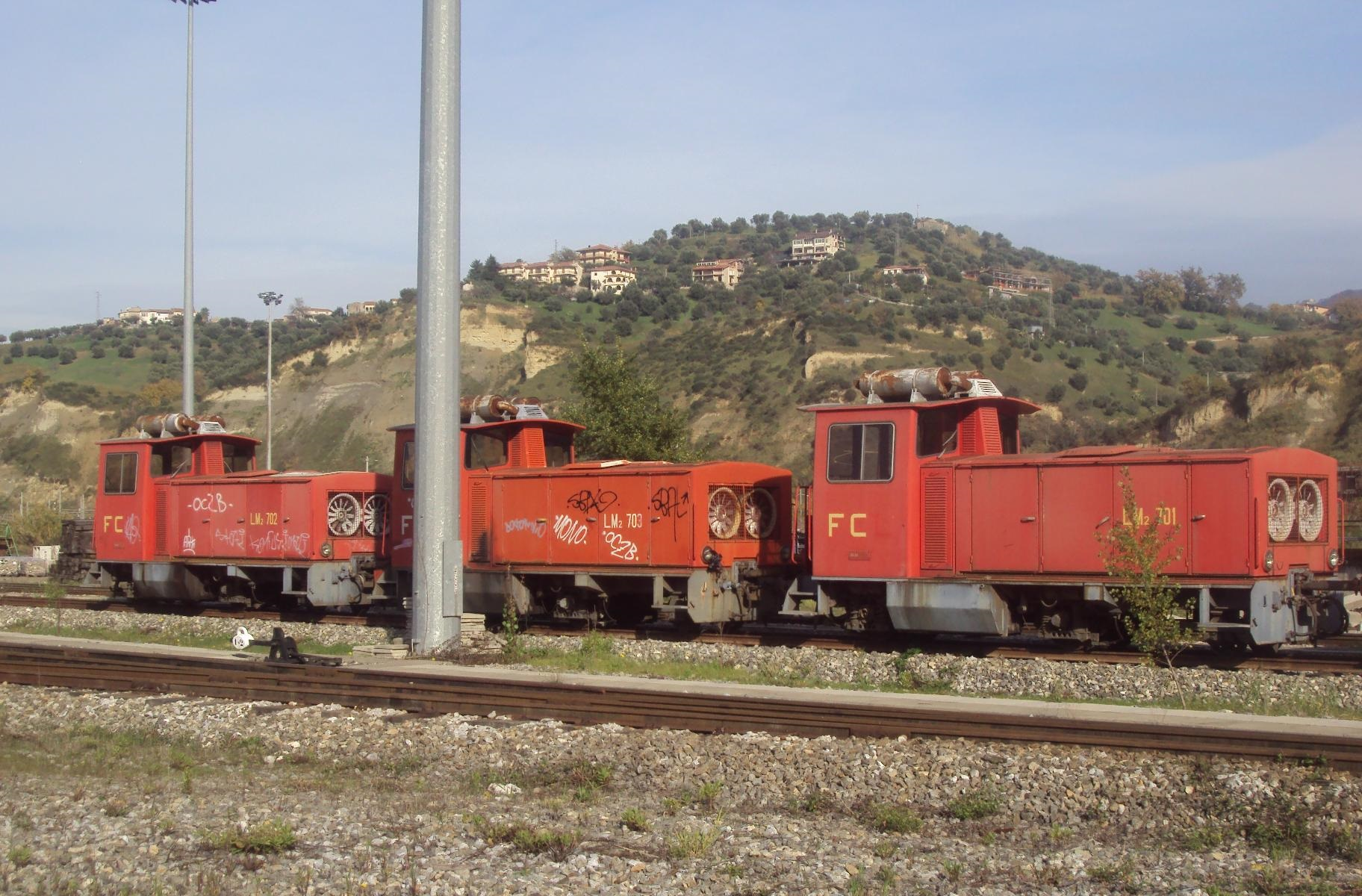
本形式の後にコゼンツァ-カタンザーロ・リド線のラック区間で短期間運行されたLM2 700形ラック式ディーゼル機関車、コゼンツァ機関区
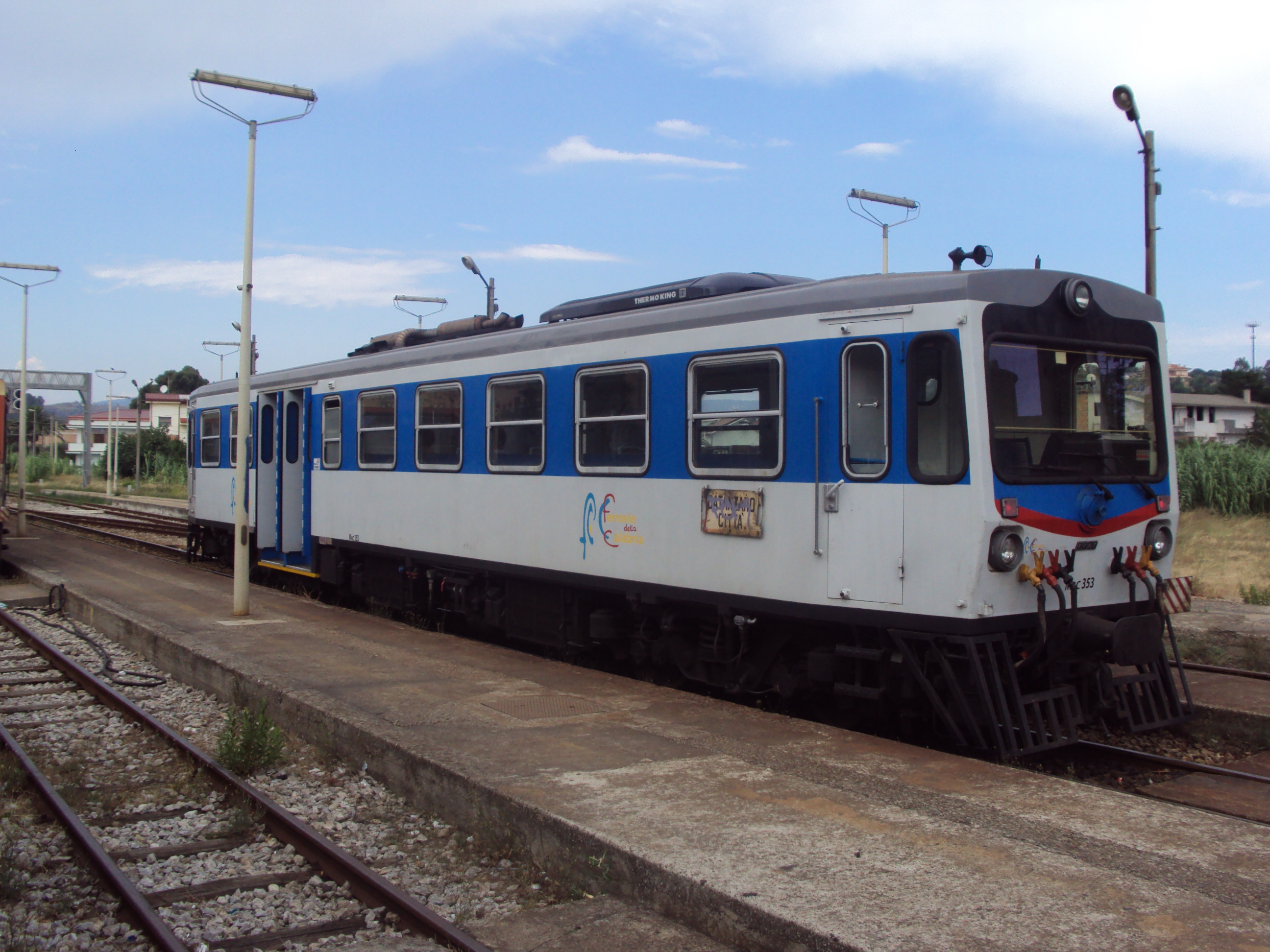
現在コゼンツァ-カタンザーロ・リド線のラック区間で運行されているM1C 350形のM1C 353号車
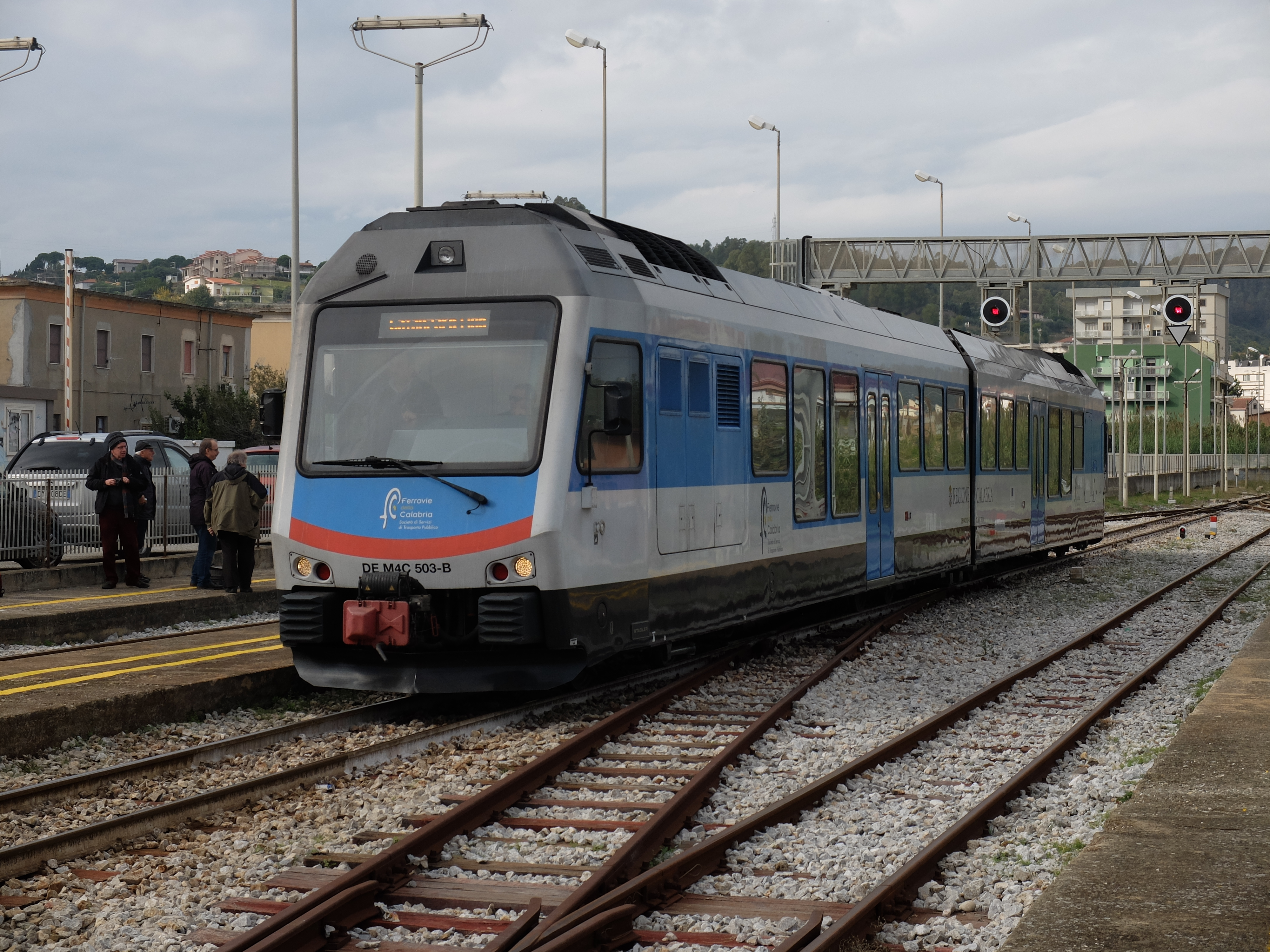
2009年以降増備されたDE M4C 500形、カタンザーロ・リド駅、2016年
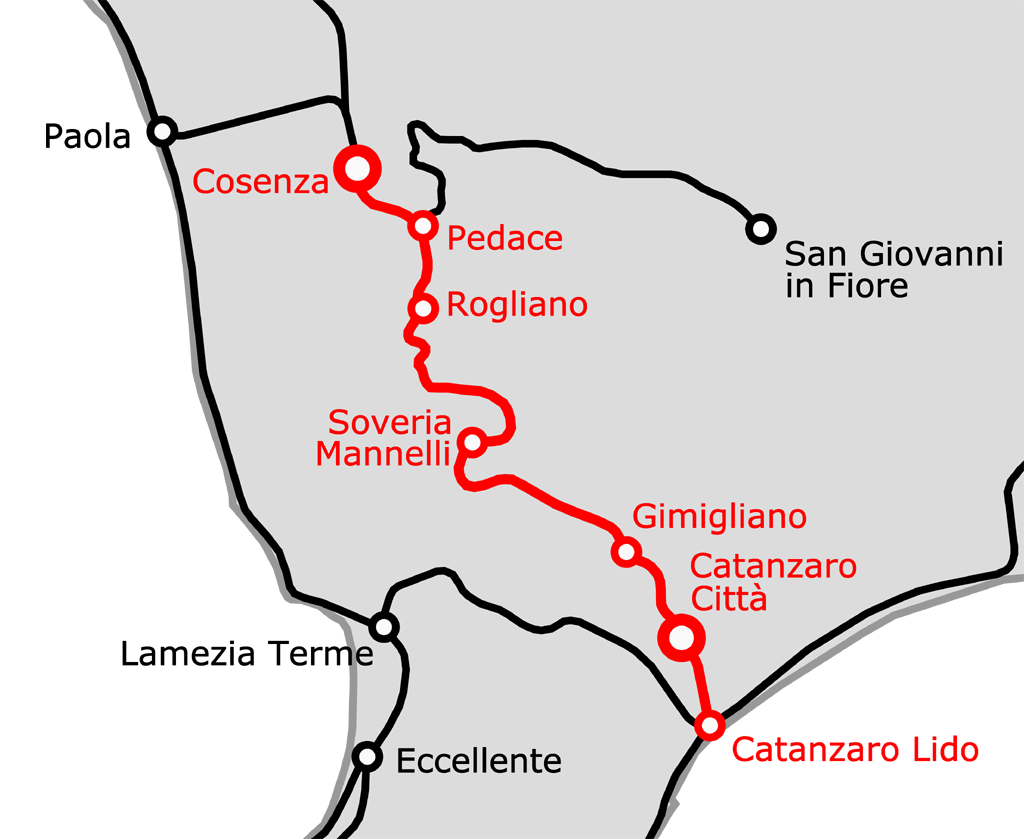
コゼンツァ-カタンザーロ・リド線の路線図
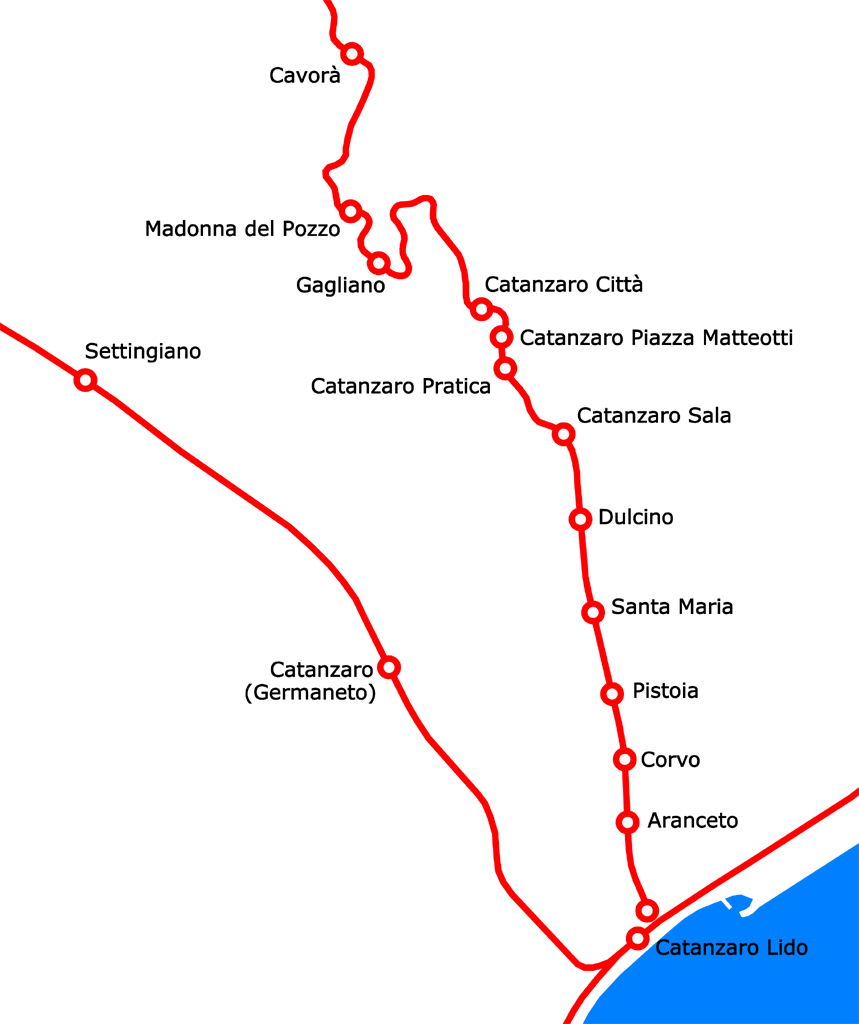
コゼンツァ-カタンザーロ・リド線のうち、ラック区間のあるカタンザーロ・チッタ間付近の路線図
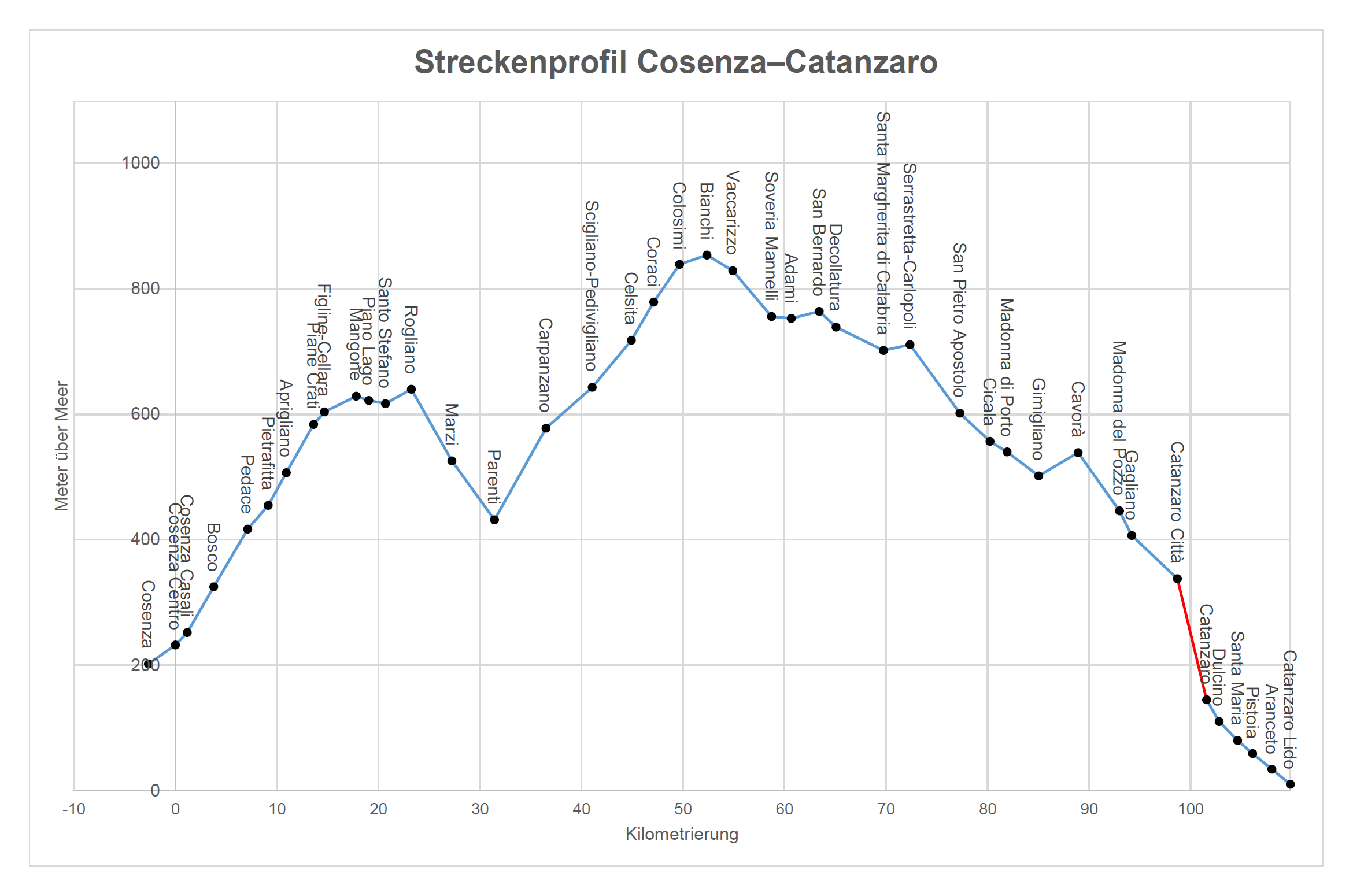
コゼンツァ-カタンザーロ・リド線の線路高低図、赤色の部分がラック区間
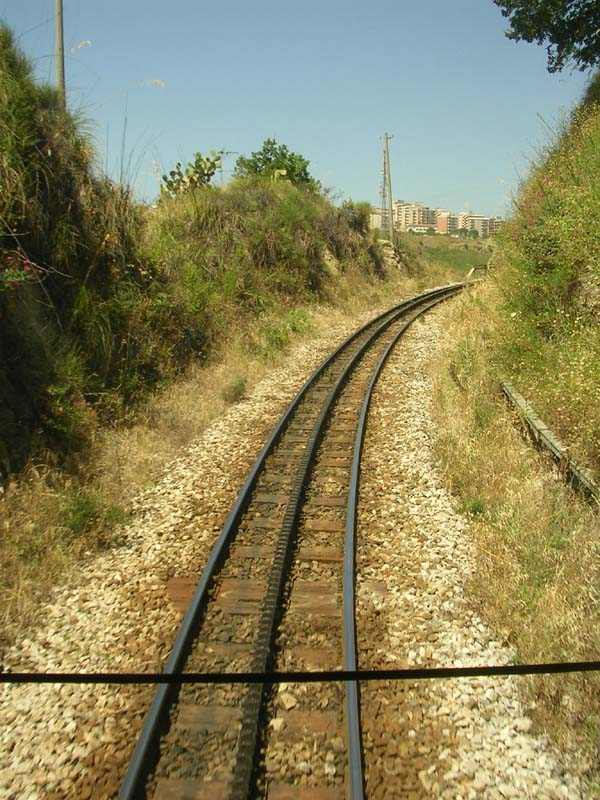
コゼンツァ-カタンザーロ・リド線のラック区間
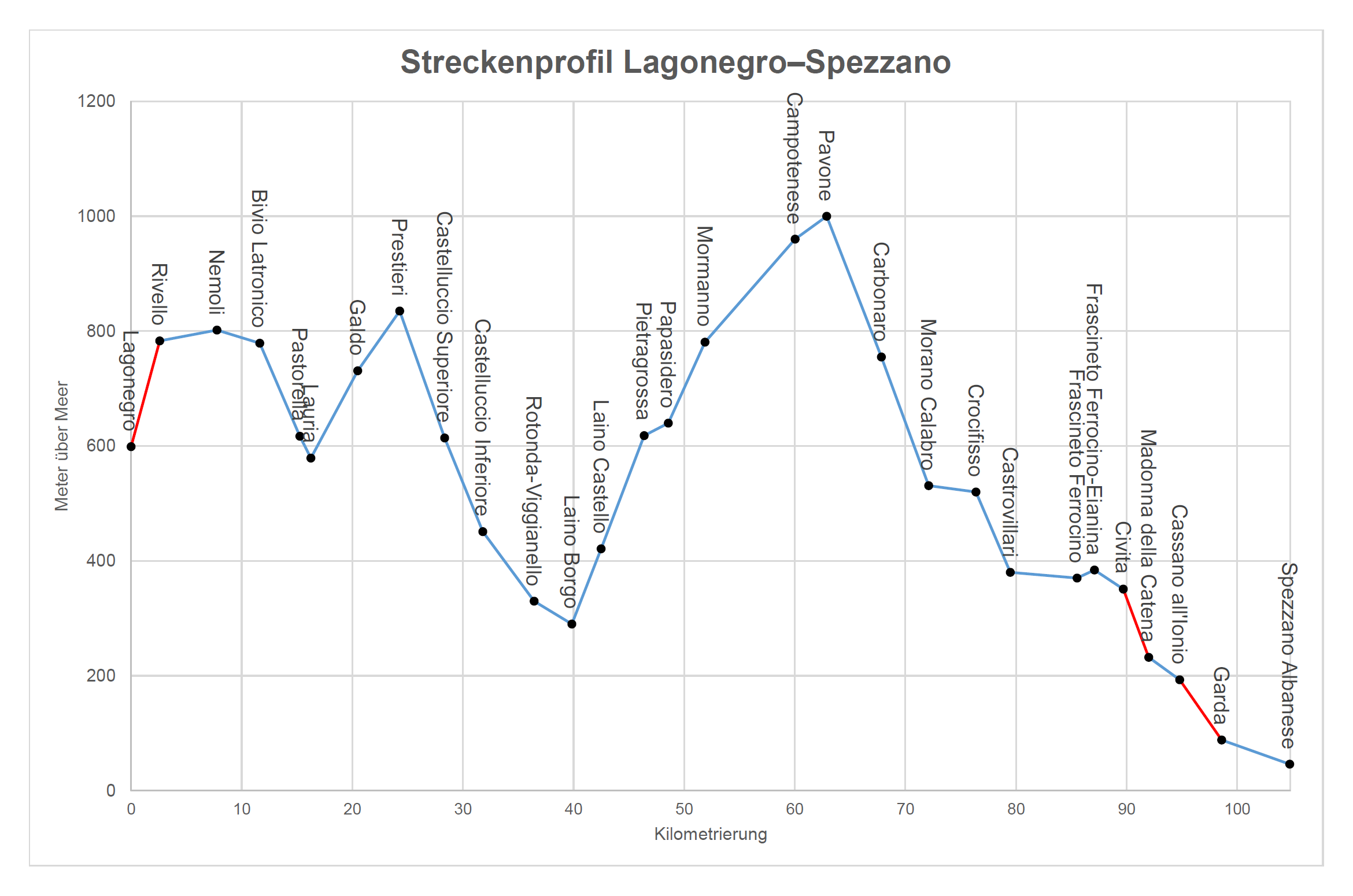
ラゴネグロ-スペッツァーノ・アルバネーゼ線の線路高低図、赤色の部分がラック区間
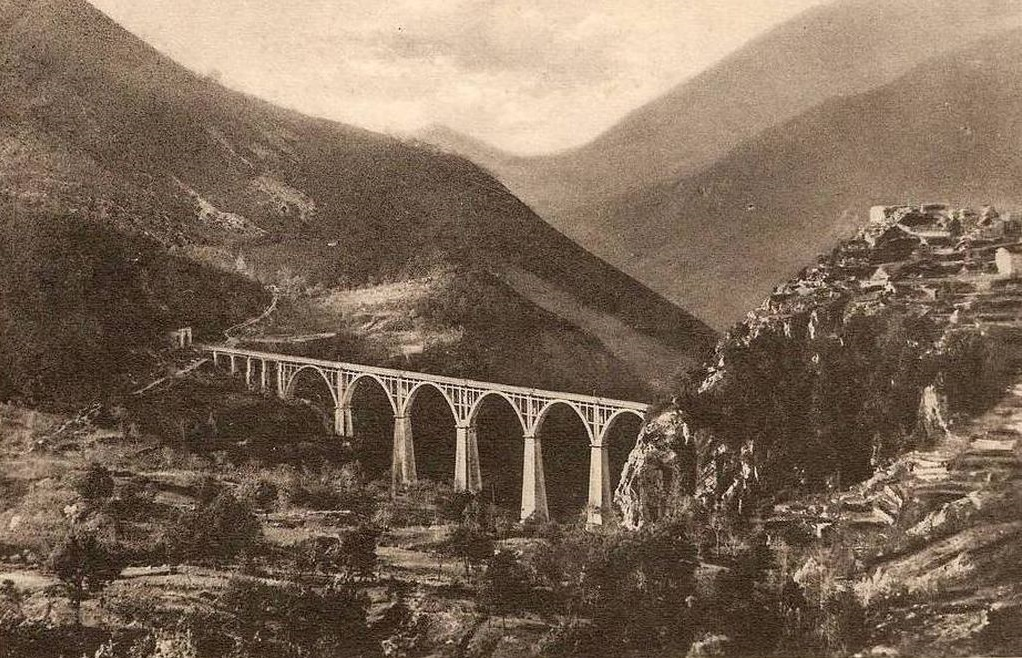
ラゴネグロ-スペッツァーノ・アルバネーゼ線のラゴネグロ駅付近のセラ橋、1930年頃
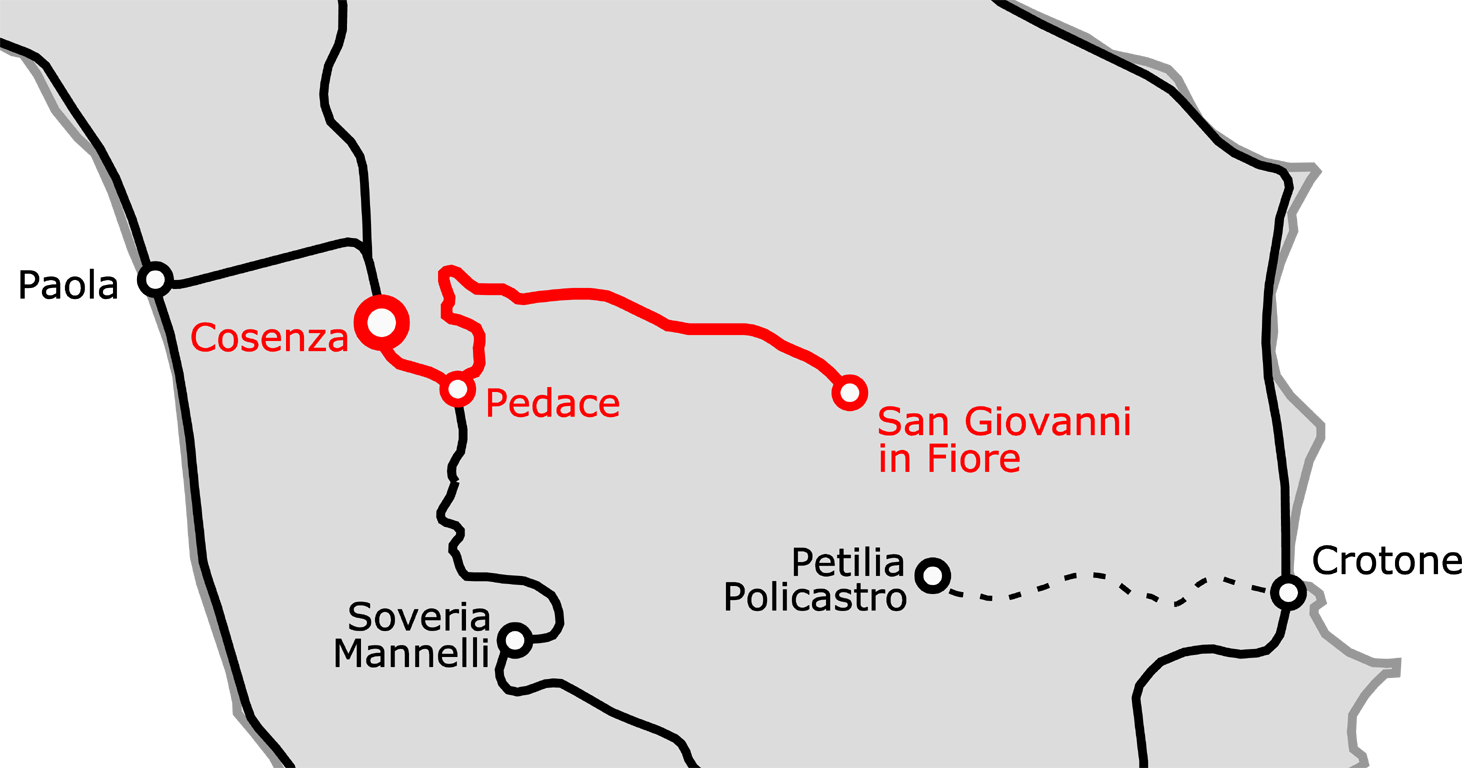
コゼンツァ-サン・ジョヴァンニ・イン・フィオーレ線（赤実線）およびクロトーネ-ペティーリア・ポリカストロ線（黒点線）の路線図、両線は接続する計画であった

## 同形機

### パダーネ鉄道ALn35形
- 1952年にパダーネ鉄道が運行するリミニ-ノヴァフェルトリア線[28]にALn35形として3両が導入され、同線の廃止後にエトナ環状鉄道[29]に譲渡されてAL35形の01-03号車として使用されている。ALn35形はカラブロ-ルカネ鉄道のM1C 80R形とは、正面上部中央にも前照灯を設置している、車体後部に貫通扉を装備し、その分定員が1名少ない35名であるなどの差異があるほかは車体はほぼ同一であり、走行装置はラック式に駆動装置は装備しないものの主機は同じくM4A2戦車が搭載していたGM製のものを使用している。
- なお、パダーネ鉄道ではその後1955年に、同じ主機と変速機を2機搭載する2軸ボギー、両運転台式の気動車であるALn52形1両を同じくRanieriから導入しており、同様にリミニ-ノヴァフェルトリア線の廃止後はエトナ環状鉄道に譲渡されてAL52形として運行されている。